# Влажность грунта
Влажность грунта — свойство грунта, обусловленное наличием в нём воды. Влажность грунтов, особенно в верхних горизонтах или зоне аэрации, обычно не постоянна и меняется в зависимости от различных условий, в которых находится грунт. Она изменяется по сезонам года, а также в зависимости от различных техногенных факторов. Влажность, которую грунт имеет в условиях естественного залегания на данный момент называется естественной влажностью грунта.

## Показатели влажности
Весовая влажность (w) — массовое (весовое) относительное содержание воды в грунте, численно равное отношению массы воды в грунте (mw) к массе твёрдой фазы грунта (msk): w = (mw/msk)100. Выражается в процентах или относительных долях единицы. Её величина в грунтах может меняться от 0 % (абсолютно сухой грунт) до десятков и сотен процентов в зависимости от вида грунта и особенностей его водонасыщения.
Объёмная влажность (wn) — объёмное относительное содержание воды в грунте, численно равное отношению объёма воды в грунте (Vw) к объёму всего грунта (Vtot): wn = Vw/Vtot)100. Выражается в процентах (%) или относительных долях единицы (д. ед.). Её величина в грунтах может меняться от 0 % (абсолютно сухой грунт) до 100 % в состоянии полного водонасыщения.

## Влагоёмкость грунтов
Влагоёмкость грунтов — способность грунтов вмещать и удерживать максимальное количество воды, обусловленная их структурными особенностями и, прежде всего, той или иной категорией пористости. Различают несколько её видов.
Полная влагоёмкость грунта (wsat) - численно равна влажности грунта (весовой или объёмной) при полном заполнении всех его пор водой. Для ненабухающих грунтов полная влагоёмкость является постоянной величиной и, выраженная в объемных долях, совпадает с их пористостью или максимальным значением объемной влажности. Для набухающих грунтов она является переменной величиной, зависящей от степени набухания грунта. Полная влагоемкость определяется для всех типов грунтов (скальных и дисперсных) и характеризует содержание в грунте всех категорий воды, включая свободную. Сравнивая естественную влажность грунта с влажностью, соответствующей полной влагоемкости, судят о степени его водонасыщения (Sr). Наибольшей полной влагоёмкостью обладают грунты с наибольшими значениями открытой пористости.
Капиллярная влагоемкость (wкап) грунта численно равна влажности грунта (весовой или объемной) при капиллярном его насыщении, т.е. при наличии всех форм капиллярной воды. Она всегда меньше полной влагоемкости грунта и характеризует общее содержание в грунте связанной и капиллярной воды. Зная капиллярную влагоёмкость (wкап) грунта и его максимальную гигроскопичность (wmg) можно найти общее количество капиллярной воды в грунте: wк = wкап - wmg. Наибольшей капиллярной влагоемкостью обладают грунты с наибольшим содержанием мезо- и микропор капиллярного размера (0,001 - 1 мм) - пески, супеси, песчаники, алевролиты, высокопористые скальные грунты и т.п.
Влагоотдачей (wотд), или водоотдачей, называют способность водонасыщенных грунтов отдавать воду путём её свободного стекания (т.е. под действием силы тяжести). Влагоотдача характеризует наличие в грунте свободной воды. Влагоотдача скальных, крупнообломочных и песчаных грунтов примерно равна разности их полной влагоемкости (wsat) и влажности капиллярной влагоемкости (wкап), т.е. wотд = wsat - wкап. Влагоотдача глинистых грунтов определяется как разность между их полной влагоемкостью и влажностью свободного набухания (wsw): wотд = wsat - wsw.
При исследовании влагоемкости неразмокающих скальных и полускальных грунтов определяют их водопоглощение (wпог), водонасыщение (wнас) и коэффициент водонасыщения (Кнас). Водопоглощение (wпог) - способность грунта поглощать (впитывать) воду при погружении его в воду в обычных условиях, выражают в долях единицы или в процентах от веса абсолютно сухой породы. Водонасыщение (wнас) - способность грунта принудительно поглощать (впитывать) воду при погружении его в воду в особых условиях — под вакуумом, при повышенном давлении, при кипячении и др. Отношение водопоглощения к водонасыщению называют коэффициентом водонасыщения (Кнас) грунта: Кнас = wпог/ wнас.